# Bill Catching
Bill Catching, nato Jerome P. Catching (Contea di Bexar, 16 giugno 1926 – Somerton, 24 agosto 2007), è stato un attore e stuntman statunitense.
Recitò dal 1951 al 1980 in 22 film e dal 1953 al 1979 in oltre 70 produzioni televisive. È stato accreditato anche con i nomi J.P. Bill Catching, J.P. Catching, William Catching e Bill Katching.

## Biografia
Bill Catching nacque nella contea di Bexar, in Texas, il 16 giugno 1926.
La sua lunga serie di partecipazioni per il piccolo schermo come attore è composta da numerose interpretazioni in decine di serie televisive in ruoli minori o apparizioni da guest star, dall'epoca d'oro della televisione statunitense fino alla fine degli anni 70. Parallelamente alla carriera di attore, portò avanti una proficua carriera da controfigura e coordinatore degli stuntmen, in particolare in produzioni del genere western. Catching è noto per essere stato la controfigura di Roy Rogers. Nel 1994 ha ricevuto il Golden Boot Award, premio assegnato a coloro che si sono distinti nel genere western.
La sua ultima apparizione come interprete per gli schermi televisivi avvenne nell'episodio Double Trouble della serie televisiva 240-Robert, andato in onda il 29 ottobre 1979, che lo vede nel ruolo di  Lewis. Per ciò che concerne il suo curriculum cinematografico, l'ultima interpretazione risale al film del 1980 Il detective con la faccia di Bogart in cui interpreta lo zio di Hakim.
Morì a Somerton, in Arizona, il 24 agosto 2007.

## Filmografia

### Attore

#### Cinema
- Il magnifico fuorilegge (Best of the Badmen) (1951)
- Le frontiere dei Sioux (The Nebraskan) (1953)
- Cavalcata ad ovest (They Rode West) (1954)
- 5 contro il casinò (5 Against the House) (1955)
- L'uomo di Laramie (The Man from Laramie) (1955)
- Stirpe maledetta (The Restless Breed) (1957)
- Intrigo internazionale (North by Northwest) (1959)
- Spartacus (1960)
- Sfida nella valle dei Comanche (Gunfight at Comanche Creek) (1963)
- Gli indomabili dell'Arizona (The Rounders) (1965)
- Doringo! (The Glory Guys) (1965)
- Operation C.I.A. (1965)
- El Tigre (Ride Beyond Vengeance) (1966)
- Il dito più veloce del West (Support Your Local Sheriff!) (1969)
- Il pistolero di Dio (Heaven with a Gun) (1969)
- Macho Callagan (Macho Callahan), regia di Bernard L. Kowalski (1970)
- La banda di Jesse James (The Great Northfield Minnesota Raid) (1972)
- L'avventura del Poseidon (The Poseidon Adventure) (1972)
- Mezzogiorno e mezzo di fuoco (Blazing Saddles) (1974)
- Zozza Mary, pazzo Gary (Dirty Mary Crazy Larry) (1974)
- Arizona campo 4 (Mean Dog Blues) (1978)
- Il detective con la faccia di Bogart (The Man with Bogart's Face) (1980)

#### Televisione
- I Led 3 Lives – serie TV, un episodio (1953)
- Cisco Kid (The Cisco Kid) – serie TV, 22 episodi (1950-1955)
- Le inchieste di Boston Blackie (Boston Blackie) – serie TV, 16 episodi (1951-1953)
- Roy Rogers (The Roy Rogers Show) – serie TV, 6 episodi (1952-1957)
- Penna di Falco, capo cheyenne (Brave Eagle) – serie TV, 4 episodi (1955-1956)
- Wild Bill Hickok (Adventures of Wild Bill Hickok) – serie TV, 2 episodi (1955-1958)
- Death Valley Days – serie TV, 2 episodi (1956-1959)
- Sheriff of Cochise – serie TV, un episodio (1956)
- La pattuglia della strada (Highway Patrol) – serie TV, 2 episodi (1957-1958)
- I racconti del West (Zane Grey Theater) – serie TV, 3 episodi (1957-1959)
- Le leggendarie imprese di Wyatt Earp (The Life and Legend of Wyatt Earp) – serie TV, 12 episodi (1957-1959)
- Tombstone Territory – serie TV, 7 episodi (1957-1959)
- The Adventures of Jim Bowie – serie TV, un episodio (1957)
- Code 3 – serie TV, un episodio (1957)
- Mackenzie's Raiders – serie TV, 2 episodi (1958-1959)
- Disneyland – serie TV, 2 episodi (1958-1959)
- Bat Masterson – serie TV, 5 episodi (1958-1961)
- Tales of Wells Fargo – serie TV, 3 episodi (1958-1962)
- Jefferson Drum – serie TV, un episodio (1958)
- The Rough Riders – serie TV, 3 episodi (1958)
- Sky King – serie TV, un episodio (1958)
- Ricercato vivo o morto (Wanted: Dead or Alive) – serie TV, 4 episodi (1959-1960)
- Avventure in fondo al mare (Sea Hunt) – serie TV, 2 episodi (1959-1961)
- Pony Express – serie TV, episodio 1x09 (1959)
- Yancy Derringer – serie TV, un episodio (1959)
- Northwest Passage – serie TV, un episodio (1959)
- Cimarron City – serie TV, episodio 1x20 (1959)
- The Rifleman – serie TV, un episodio (1959)
- L'uomo ombra (The Thin Man) – serie TV, episodio 2x22 (1959)
- Avventure in elicottero (Whirlybirds) – serie TV, un episodio (1959)
- Johnny Ringo – serie TV, un episodio (1959)
- Lo sceriffo indiano (Law of the Plainsman) – serie TV, episodio 1x07 (1959)
- Peter Gunn – serie TV, un episodio (1959)
- Wichita Town – serie TV, episodio 1x13 (1959)
- Carovane verso il west (Wagon Train) – serie TV, 2 episodi (1960-1961)
- Bonanza – serie TV, 7 episodi (1960-1968)
- Lawman – serie TV, un episodio (1960)
- The Slowest Gun in the West – film TV (1960)
- La valle dell'oro (Klondike) – serie TV, episodio 1x01 (1960)
- The Brothers Brannagan – serie TV, un episodio (1960)
- The Case of the Dangerous Robin – serie TV, un episodio (1961)
- Ripcord – serie TV, un episodio (1962)
- Il virginiano (The Virginian) – serie TV, 4 episodi (1963-1971)
- Laramie – serie TV, un episodio (1963)
- Kraft Mystery Theater – serie TV, un episodio (1963)
- The Outer Limits – serie TV, un episodio (1963)
- Gunsmoke – serie TV, 4 episodi (1964-1971)
- La legge di Burke (Burke's Law) – serie TV, episodio 1x20 (1964)
- Selvaggio west (The Wild Wild West) – serie TV, 11 episodi (1965-1966)
- The Andy Griffith Show – serie TV, un episodio (1965)
- Luke and the Tenderfoot – film TV (1965)
- Honey West – serie TV, episodio 1x19 (1966)
- Branded – serie TV, un episodio (1966)
- La grande vallata (The Big Valley) – serie TV, 2 episodi (1967-1969)
- Star Trek – serie TV, un episodio (1967)
- Hondo – serie TV, 3 episodi (1967)
- Mod Squad, i ragazzi di Greer (The Mod Squad) – serie TV, 2 episodi (1968)
- Il grande teatro del west (The Guns of Will Sonnett) – serie TV, un episodio (1968)
- Reporter alla ribalta (The Name of the Game) – serie TV, un episodio (1969)
- Le strade di San Francisco (The Streets of San Francisco) – serie TV, un episodio (1972)
- Ordeal – film TV (1973)
- The Hanged Man – film TV (1974)
- Apple's Way – serie TV, un episodio (1974)
- Kung Fu – serie TV, un episodio (1974)
- Fer-de-Lance – film TV (1974)
- Movin' On – serie TV, un episodio (1975)
- Sky Heist – film TV (1975)
- Squadra Most Wanted (Most Wanted) – serie TV, un episodio (1976)
- Terrore a 12 mila metri (Mayday at 40,000 Feet!) – film TV (1976)
- 240-Robert – serie TV, un episodio (1979)